# Aaron Appindangoyé
Aaron Christopher Billy Ondélé Appindangoyé (sinh 20 tháng 2 năm 1992) là một cầu thủ bóng đá Gabon thi đấu cho câu lạc bộ Thổ Nhĩ Kỳ Sivasspor ở vị trí trung vệ.